# Championnats panaméricains de karaté 2015
Navigation
Édition précédente Édition suivante
Les championnats panaméricains de karaté 2015 ont eu lieu du 18 au 21 mars 2015 à Toronto, au Canada. Il s'agit de la vingt-neuvième édition des championnats  panaméricains de karaté organisés chaque année par la Fédération panaméricaine de karaté.